# Marjan (chanteuse)
 (juillet 2020).
Pour les articles homonymes, voir Marjan.
Shahla Safizamir (en persan : شهلا صافی‌ضمیر), plus connue comme Marjan (مرجان), « ayant commencé sa carrière dans le cinéma populaire iranien, [...] était devenue chanteuse de musique pop persane », et est morte en exil le 6 juin 2020 à Los Angeles, aux États-Unis.

## Biographie et carrière
Shahla Safi Zamir est née à Téhéran ou Chiraz le 14 juillet 1948.
D'abord animatrice de radio et journaliste pour un magazine destiné aux enfants, elle a ensuite joué dans une trentaine de films du cinéma populaire iranien (« film farsi ») dans les années 1960 et 70. C'est dans la musique qu'elle trouve sa véritable voie et acquiert sa renommée. Mais le régime islamique suspend la réalisation de films et interdit aux chanteuses de se produire en public. Elle est emprisonnée en 1980 pour avoir bravé cet interdit, en interprétant notamment les chansons Watan (« Patrie ») et Ey Shekasteh (« Tu es brisé »),:
« Ô patrie, ma maison
Je n'ai pas de place sans toi. »
Puis une seconde fois, pendant deux ans, à partir de 1982, en raison de sa sympathie pour l'Organisation des Moudjahiddines du peuple iranien,. Sa chanson Evin Bego ! fait référence à la détention à la prison d'Evin. Elle a quitté l'Iran pour Los Angeles en 2001 mais n'a pas cessé de militer contre le régime des Ayatollahs. Le film La liste de Schindler lui suggère, ainsi qu'à son mari Fereydoun Jourak, l'idée de réaliser un film semblable sur les exécutions de prisonniers politiques en Iran en 1967. C'est The silent cry.
Ses chansons sont du genre pop ou disco. Son titre le plus célèbre est Kavir-e Del (« Désert du cœur »), une reprise de Viens dans ma vie de la chanteuse turque Ajda Pekkan. Un autre titre à succès est Sekeh mah (« Coin of the moon »).
Elle a écrit plusieurs chansons pour les Moujahidines du Peuple iranien : Vaqte Barandazi (« Time wasted »), Rouyesh (« Growth »), Evin Bego et Rahaî (« Libération »).
La révolution islamique de 1979 a mis un terme à sa carrière : elle n'est remontée sur scène que vingt-six ans après, à Washington, en 2005,. Ses chansons sont interdites en Iran. Plusieurs célébrités lui ont rendu hommage à sa mort, dont Maryam Radjavi, présidente du Conseil national de la résistance iranienne. Ces messages ont été critiqués par les conservateurs proches du régime.

## Discographie
Kavire Del, Taraneh, 1996.
Mijn Zonneschijn
Khaterate Bozorgan

## Filmographie
Elle joue dans son premier film, Donya-ye poromid (« World of hope »), en 1969, à 21 ans, aux côtés de la star Mohammad Ali Fardin. Elle a joué notamment dans Salome (1974), Takye bar baad (1978) et Harjayee (1974).